# 新座警察署
新座警察署（にいざけいさつしょ）は、埼玉県新座市にある、埼玉県警察が管轄する警察署の一つ。第2方面本部（川越警察署）所属。

## 所在地
- 埼玉県新座市野火止7丁目1番38号

## 新座市内の交番
- 本多交番 - あたご、石神、新堀、道場、西堀、野火止1 - 3丁目、堀の内、本多
- 栗原交番 - 片山、栗原、野寺
- 新座駅前交番 - 大和田1 - 3丁目、野火止4 - 8丁目、菅沢
- 新座団地交番 - 大和田4，5丁目、北野1，2丁目、中野、新座、東1，2丁目
- 栄交番 - 池田、栄、新塚、畑中、馬場
- 志木駅南口交番 - 北野3丁目、東北、東3丁目（交番の所在地が新座市であるため、新座警察署が管轄している。なお、同駅東口交番は志木市が所在地のため、朝霞警察署が管轄している）

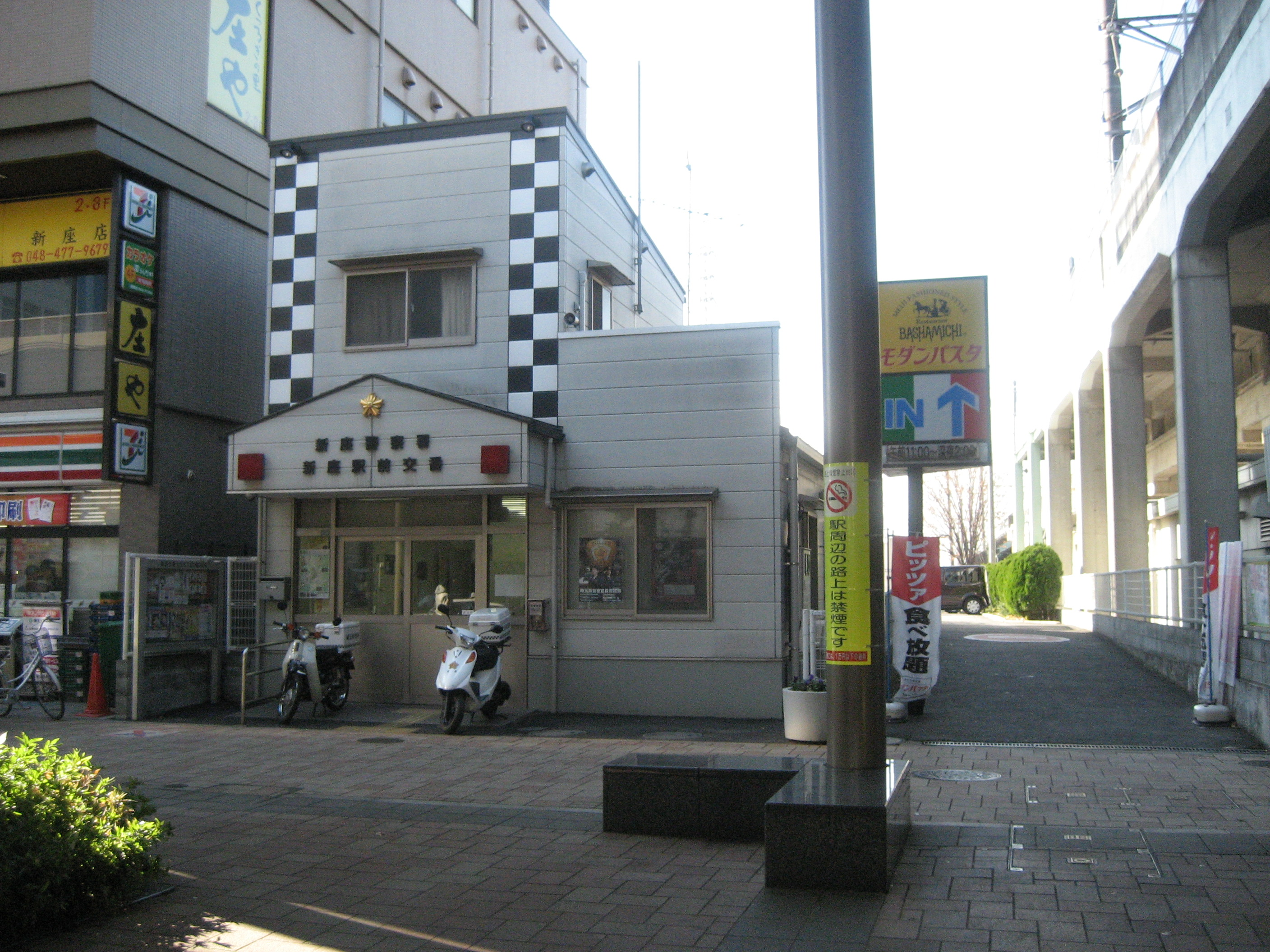
新座駅前交番
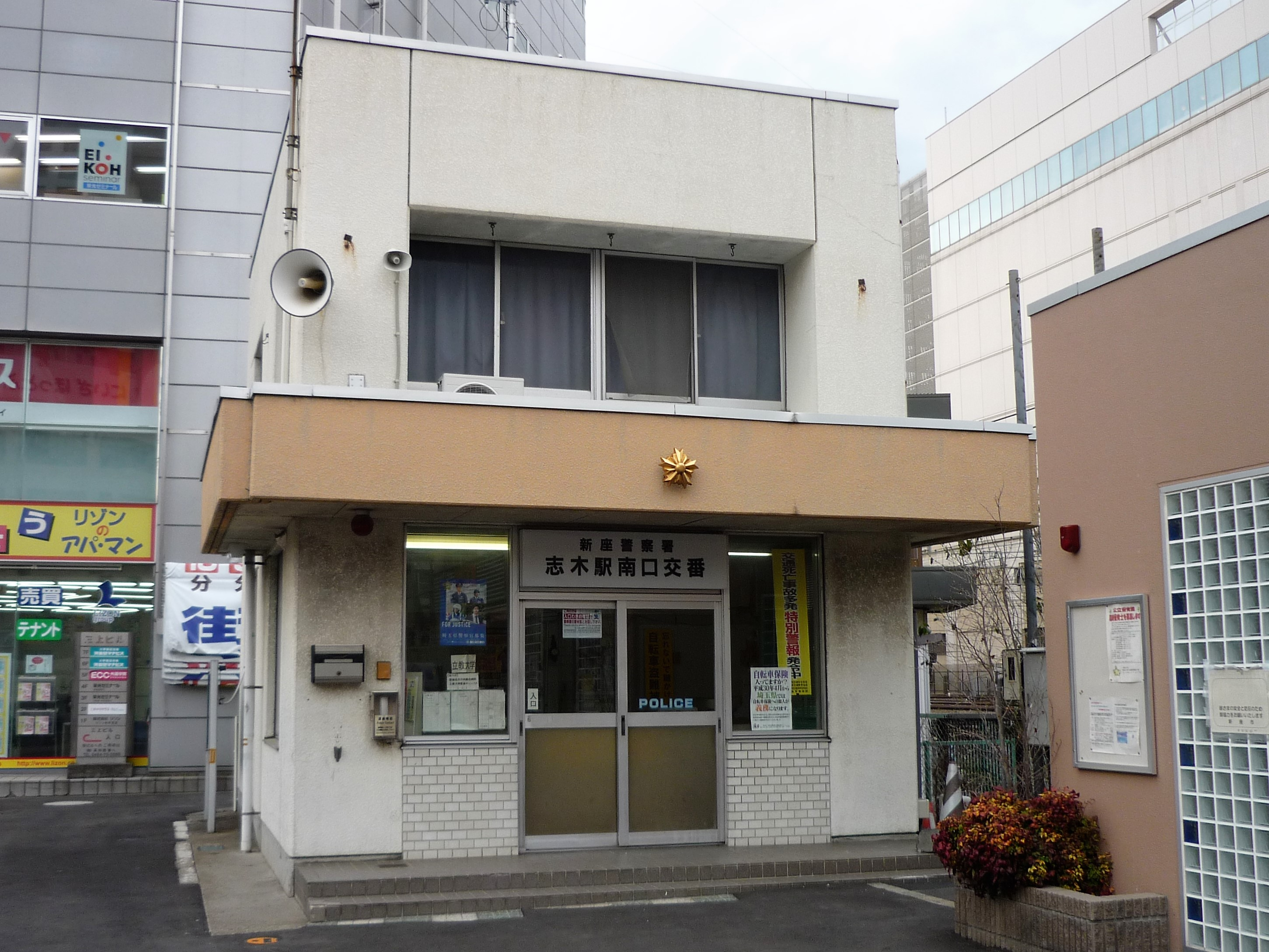
志木駅南口交番
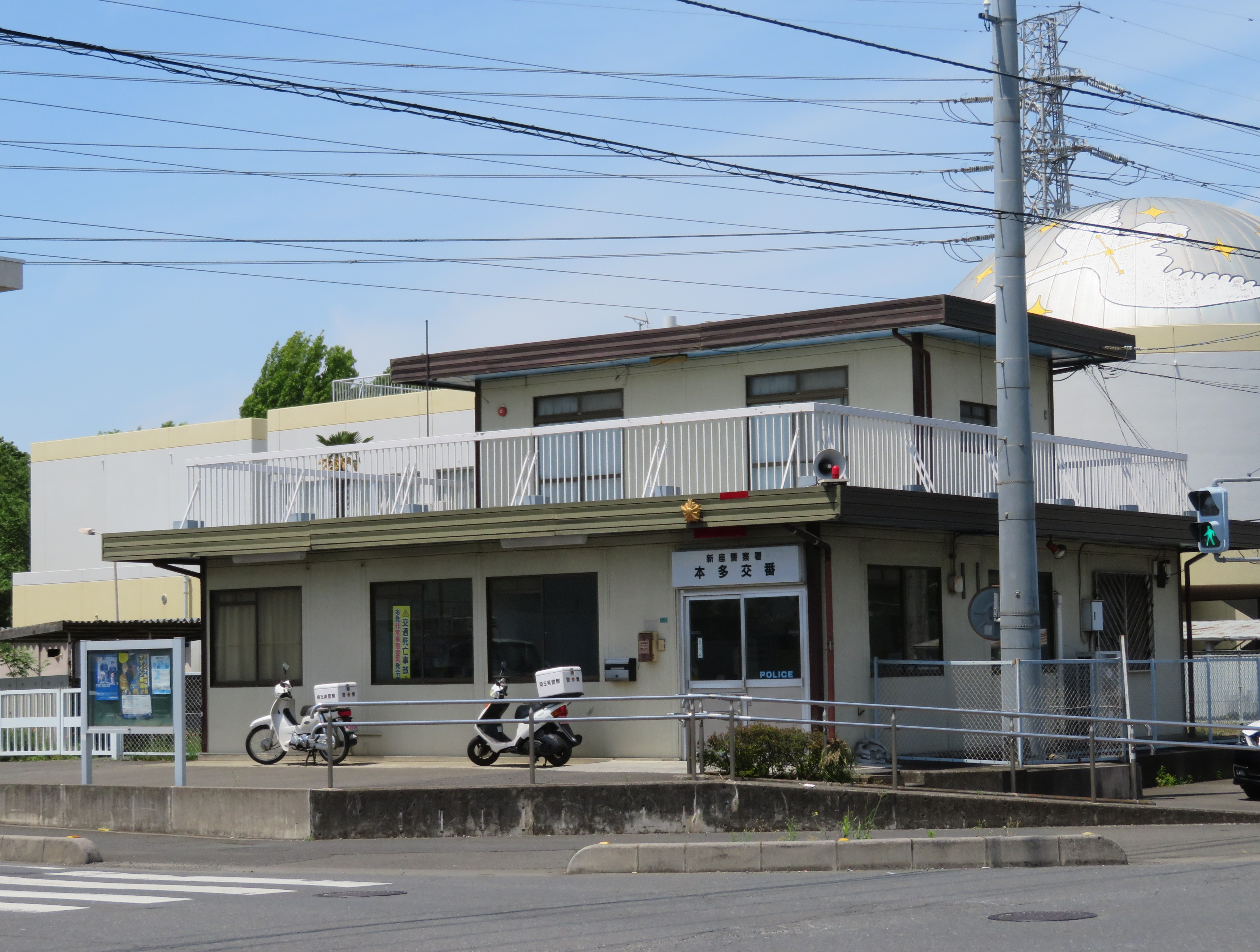
本多交番（旧建物）

## 沿革
- 1984年11月1日 - 県内36番目の警察署として朝霞警察署より分離し開設する。それに伴い、新座幹部派出所が本多派出所に改称する。（尚、同日に県内で大宮市（現：さいたま市西区）に大宮西警察署も開設する。）
- 1985年5月1日 - 片山派出所を新座市栗原に移転し、栗原派出所に改称する。
- 2020年3月26日 - 老朽化に伴い、本多交番の建て替えを行い開所する。